# José Rafael Coello
José Rafael Coello (1781-18??). Gobernador interino del Estado de Chiapas del 15 de abril al 17 de julio de 1830, año en el que su gobierno tuvo que hacer frente a la epidemia del cólera. Fue uno de los muchos gobernadores interinos (junto con Emeterio Pineda, José Ignacio Gutiérrez, Manuel Escandón, Mariano José Correa y Quirino Domínguez) que tuvieron que cubrir las ausencias, por licencia, del gobernador constitucional del Estado, Joaquín Miguel Gutiérrez, durante el período de cuatro años en el que le correspondió ejercer su primer mandato (1830-1834).